# San Blas (metropolitana di Madrid)
San Blas è una stazione della linea 7 della metropolitana di Madrid, situata sotto la Calle Pobladura del Valle.

## Storia
La stazione è stata inaugurata nel 1974 con il primo tratto della linea.

## Accessi
Vestibolo San Blas
- Pobladura del Valle, pari Calle Pobladura del Valle, 4
- Pobladura del Valle, dispari Call Pobladura del Valle, s/n